# Oxalylklorid
Oxalylklorid, (COCl)2, är en färglös tung vätska med skarp stickande lukt. Den är oxalsyrans syraklorid. Oxalylklorid ryker i luft, när den sönderfaller till saltsyra och oxalsyra under inverkan av luftens fuktighet. 

## Användning
Oxalylklorid har flera användningsområden. Den kan agera elektrofil i Friedel-Crafts-acyleringar och kan i likhet med andra syraklorider bilda estrar och amider. Den är vidare en viktig komponent i Swern-oxidationen, en speciell typ av oxidation av alkohol till aldehyd/keton. En intressant och viktig reaktion är den där oxalylklorid tillsammans med en karboxylsyra ger karboxylsyrans syraklorid. Reaktionen är en jämvikt som hela tiden förskjuts åt höger, eftersom kolmonoxid och koldioxid bortgår i gasform (reaktionen katalyseras av små mängder DMF):
{\displaystyle {\rm {{\mathit {R}}\!-\!COOH+(COCl)_{2}\rightarrow {\mathit {R}}\!-\!COCl+HCl+CO(g)+CO_{2}(g)}}}